# Ruth Blakeley
Ruth Blakeley ist eine britische Politikwissenschaftlerin, die als Professorin am Department of Politics and International Relations der University of Sheffield forscht und lehrt. Ihr inhaltlicher Schwerpunkt sind die Internationalen Beziehungen. Sie amtierte von 2020 bis 2022 als Vorsitzende der British International Studies Association (BISA).
Blakeley machte ihr Master-Examen (Internationale Beziehungen) an der University of Bristol, wo sie auch zur Ph.D. promoviert wurde. Danach ging sie als Dozentin an die University of Kent, wo sie 2015 zur Professorin ernannt wurde. 2017 wechselte sie an die University of Sheffield.
Sie ist Co-Direktorin des Rendition Project, das eine umfassende Analyse des Rendition-, Inhaftierungs- und Verhörprogramms der CIA vorlegte. Auf Basis dieser umfangreichen empirischen Forschung zu einem der umstrittensten staatlich geführten Sicherheitsprogramme des 21. Jahrhunderts befasst sie sich nun mit dringenden Fragen zur globalen Governance von Menschenrechten.
In ihrem Buch State Terrorism and Neoliberalism. The North in the South (2009) untersucht sie kritisch die Komplizenschaft der demokratischen Staaten des globalen Nordens mit dem Staatsterrorismus im globalen Süden (the complicity of democratic states from the global North in state terrorism in the global South).